# Steinhatchee (Floride)
Steinhatchee est une census-designated place du comté de Taylor, dans la région de Big Bend, dans l'État de Floride, aux États-Unis,. En 2020, elle compte une population de 1 049 habitants.